# Нижний замок (Львов)
Ни́жний за́мок (также — Окольный замок) — укрепления во Львове, цитадель, расположенная в долине реки Полтвы, названная так в противоположность Высокому замку, который находился на Замковой горе.

## История
Древнейшие сведения об истории Нижнего замка содержатся в хронике «Leopolis Triplex» львовского историка XVII века Варфоломея Зиморовича, по словам которого князь Лев Данилович перенёс свой двор к построенному им Нижнему замку в долине Полтвы. Эти события Зиморович датирует 1270-ми годами. Древнейшее документальное упоминание о замке содержится в копии документа от 1292 года. Для более надёжной защиты своего форпоста князь поселил вдоль улицы Армянской отряды татар и армян.
После захвата Галиции польским королём Казимиром III Нижний замок перешёл из княжеской в королевскую собственность. Он был резиденцией князя Владислава Опольского — вассала венгерского короля, здесь жили королева Ядвига и король Владислав Варненьчик. Позднее польские короли останавливались лишь на непродолжительное время, так в замке было очень сыро из-за протекающей рядом реки Полтва. В 1381 году Нижний замок сгорел. Его отстроили снова из дерева, и только после пожара 1565 года возвели каменные здания.
В 1537 году король Сигизмунд I подписал в Нижнем замке документ, по которому наследственность королевской власти в Речи Посполитой отменялась, вводилась выборность королей; этот акт имел огромное влияние на дальнейший ход истории страны. Староста с 1570 года Николай Гербурт завершил перестройку Замка в 1574 в ренессансно-маньеристическом стиле. В 1704 году после взятия Львова в Нижнем замке жил шведский король Карл XII.

## Местоположение и строение

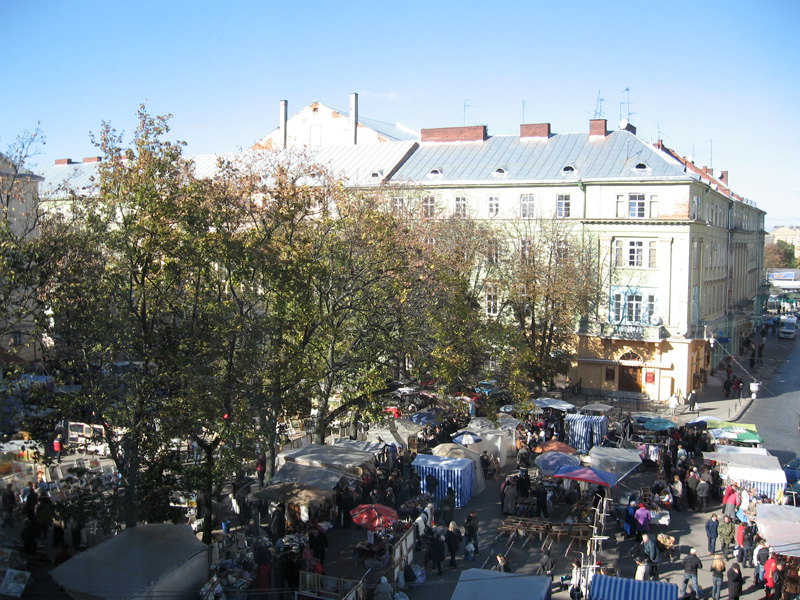
Часть территории, которую ранее занимал Нижний замок: здание театра имени Заньковецкой и площадь перед ней (так называемый, вернисаж)

Нижний замок стоял на том месте, где сейчас находятся Национальный музей и Украинский драматический театр имени Марии Заньковецкой. Он занимал северо-западную часть городских укреплений. Территория Нижнего замка лежала рядом с Галицкой дорогой и отделялась от торговой площади (на месте современной площади Ярослава Осмомысла) рекой. Фасад цитадели выходил на современную улицу Театральную и был выполнен в ренессансном стиле. Замок был построен из дерева, после пожара 1564 года — из камня.
У замка было три башни — Судейская (или Шляхетская), Ювелиров и Угловая, а также внутренний ров. Судейская башня стояла на месте газона перед входом в Национальный музей. Напротив неё на валу был Гетманский бастион, который дал улице Гетманские Валы, которая появилась на этом месте в будущем. Шляхетская башня называлась так потому, что использовалась как тюрьма для шляхтичей. В замке была устроена церковь Святой Екатерины.

## Упадок
Нижний замок постепенно превращался в руины, в последний раз Замок старался отремонтировать в 1763 году последний староста князь Радзивилл. Австрийцы, занявшие Львов в 1772 году, были намерены расположить в Замке конторы губерниальных чиновников, но из-за неудовлетворительного состояния здания изменили решение. До 1785 года действовал костел Святой Екатерины, а с его закрытием жизнь в замке прекратилась. В 1802 году городское правительство выкупило здание и разобрало её для устройства торговой площади.
В течение XIX века площадь замка застроили. Поскольку стен замка не сохранилось, то планы застройки производились без учёта контуров замка.